# Pierre-Jules-André Basse
Pierre-Jules-André Basse, francoski general, * 1886, † 1971.